# 사우디 왕립 해군

사우디 왕립 해군(Royal Saudi Navy, 아랍어: البَحْريَّة الْمَلكيَّة السُّعُودِيَّة, 로마자 표기: Al-Quwwat al-Bahriyah al-Arabiyah as-Su'udiyah) 또는 왕립 사우디 해군(Royal Saudi Naval Forces, 아랍어: القُوَّات البَحْريَ ّة الْمَلكيَّة السُّعُودِيَّة, 로마자 표기: Al-Quwwat al-Bahriyah al -Malakiyah as-Su'udiyah)은 사우디아라비아군의 해상 부대이자 사우디아라비아 국방부 산하 5개 군 기관 중 하나이다. 주요 역할은 군사적 또는 경제적 침입으로부터 사우디 영해를 감시 및 방어하고, 국제 해군 동맹에 참여하는 것이다.
이 해군은 2,500킬로미터(1,600마일) 길이의 사우디 해안선을 따라 여러 기지에서 2개의 함대를 운영하고 있다.
- 동부 함대는 주바일의 킹 압둘아지즈 해군 기지에서 페르시아만에서 작전을 수행한다.
- 서부 함대는 지다의 킹 파이살 해군 기지에서 홍해에서 작전을 수행한다.

각 함대는 군함, 지원함, 행정 및 기술 지원, 해군 항공, 해병대 및 특수 보안 부대를 포함한 완전한 군사 능력을 갖추고 있다.